# Bleu-ciel informatique
Bleu-ciel informatique, était une SARL de trois personnes créée en janvier 1985 située dans le département de l'Ardèche à Guilherand. En janvier 1988 elle était le dernier éditeur français à sortir des logiciels pour l'Oric.

## Histoire
Bleu-ciel informatique a été créée en janvier 1985 à Guilherand en Ardèche.
En janvier 1988, bleu-ciel informatique était le dernier éditeur français à sortir des logiciels pour l'Oric.
La société non dissoute mais sans activité a été radiée d'office le 10 février 1989 par le greffe du tribunal de commerce d'Aubenas.

## Activité
Son activité était tournée vers :
- l'éducatif   (Oric 1, Atmos, Telestrat, gamme Thomson, Amstrad)
- l'utilitaire pour la micro-informatique familiale (Oric 1, Atmos, Telestrat, gamme Thomson, Amstrad)
- le logiciel ludique  (Oric 1, Atmos, Telestrat, gamme Thomson, Amstrad)
- le logiciel professionnel et serveur télématique (PC Toshiba, Victor, Oric Telestrat)[4]

## Liste non exhaustive des logiciels familiaux
- Clavidact[5],[6]
- Damae[7],[6]
- Dao[8]
- Decrypt[9],[2]
- Dialogue[10],[11]
- Dit,,, ? D'ac[12] !
- Echecs (Clovis-1)[13].
- Elephcolor[14],[6]
- Elephorm[15],[6]
- Flash pages[16]
- Gambit[17],[2]
- La cité de cristal[18]
- Lissages (de courbes)[19].
- Ludico[20]
- Math-sam[21]
- Méfies-toi de Méphisto[22]
- Metho loto[23]
- Musirama[24]
- Outimatic 1[25]
- Phénomene respiration[26]
- Quadri[27]
- System 'animation[28].